# Латгали (плем'я)

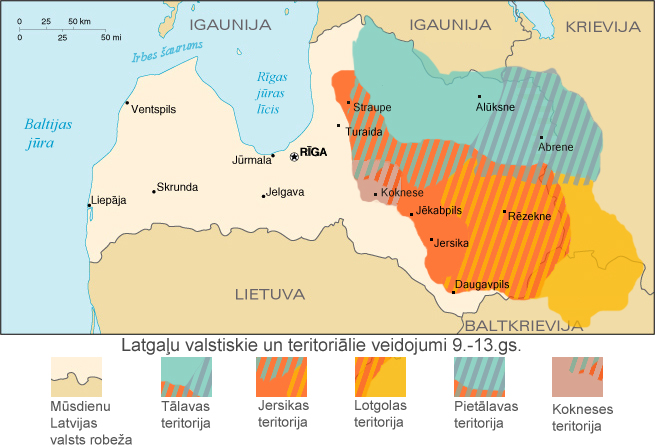
Державні утворення латгальців, IX—XIII століття

Латгали ― східно-балтське плем'я, що населяло схід сучасної Латвії. Посідало центральне положення щодо інших народів, розселившись у нижній течії Західної Двіни, асимілювавши місцеве прибалтійсько-фінське населення (ліви, ести). Тривалий час сповідували язичництво.
Після XIII століття латгали склали ядро латиської народності, що формується, злившись із селами, земгалами, лівами і куршами. У XVI—XVII століттях, після входження східної території історичної Латгалії (приблизно відповідає сучасній Латгалії) до складу Речі Посполитої, на основі місцевих латгалів сформувалася етнічна група латгальців.